# Javad Nekounam
Javad Nekounam (in persiano جواد نکونام‎; Shahr-e Rey, 7 settembre 1980) è un allenatore di calcio ed ex calciatore iraniano, di ruolo centrocampista.
Soprannominato "Neku", e considerato come uno dei più grandi calciatori asiatici di sempre, Nekounam ha rappresentato la squadra nazionale iraniana con un record di 148 presenze, giocando diversi tornei importanti tra cui due Coppe del Mondo e quattro coppe asiatiche.

## Caratteristiche tecniche
Normalmente gioca come mediano difensivo ma può anche essere impiegato come centrocampista centrale. Le sue caratteristiche principali sono l'abilità di fare da scudo alla difesa, i passaggi precisi con i quali detta i tempi del gioco e la pericolosità offensiva causata sia dal suo tiro potente e preciso, anche dalla distanza, sia dal tempismo e dalla precisione del colpo di testa durante gli inserimenti in area avversaria.

## Carriera

### Inizi
Ha giocato per il Pas Teheran per molto tempo prima di passare nel 2005 all'Al-Wahda, firmando un contratto di 5 mesi per 1 milione di dollari. Nel gennaio 2006 passa al Sharjah FC nonostante alcuni club europei, come il Tottenham e il Kaiserslautern, avessero mostrato interesse verso di lui.

### Osasuna
Dopo le sue performance alla Coppa del mondo 2006 andò a giocare nella Liga passando all'Osasuna firmando un contratto di due anni. con un'opzione di 3 anni con l'accordo sia del club che del giocatore con una clausola rescissoria minima di 5 milioni di euro. Fu il primo iraniano a giocare in Spagna.
Il 14 agosto subisce la rottura del legamento crociato del ginocchio destro. e, dopo aver subito un'operazione ad Augusta, in Germania, rimase lontano sei mesi dai campi di gioco. Il numero 24 di Nekounam fu dato al nuovo arrivato Jaroslav Plašil.
Il 24 novembre 2007, l'Osasuna mostra fiducia in Nekounam facendogli firmare un contratto di tre anni come estensione del preesistente contratto con una clausola rescissoria di 5 milioni di euro per la prima stagione e di 2,5 per la seconda.
Nel febbraio 2008 Nekounam si allena per la prima volta dopo l'infortunio. Il 27 aprile fece il suo ritorno sui campi di gioco contro il Valencia CF, rilevando Francisco Puñal al settantesimo minuto, sul 3-0 per gli avversari.
Il 31 agosto 2008 Nekounam segna il primo gol dell'Osasuna nella Liga 2008-2009 su calcio di rigore nel pareggio 1-1 contro il Villarreal. Segna anche a novembre e a dicembre, nonostante la squadra non riesca a vincere né contro il Malaga (2-4) né contro il Real Valladolid (3-3), segnando anche, nel gennaio 2009, il gol d'apertura contro il Real Madrid, nella sconfitta 1-3.
Il 22 marzo 2009 Nekounam segnò un gol all'ultimo minuto contro l'RCD Espanyol (vittoria 1-0), e finì il 2008-2009 come secondo miglior marcatore dell'Osasuna dietro a Walter Pandiani, segnando 9 gol.

### Esteghlal Tehran
Nell'estate 2012 l'Osasuna, in crisi economica, decide di mettere in vendita Nekounam, nonostante avesse ancora un anno di contratto: il risultato è un clamoroso ritorno in patria nelle file dell'Esteghlal Teheran per 1 miliardo e mezzo di dollari, che ne fanno il giocatore più costoso nella storia del campionato iraniano. Con il club di Tehran, Nekounam vince il titolo nella sua prima stagione.

### Nazionale
Nekounam ricevette la prima convocazione in nazionale nel maggio 2000. Diventò titolare durante le qualificazioni dei mondiali 2002 e, ancora elemento chiave del centrocampo iraniano, giocò due dei match disputati dall'Iran ai mondiali 2006, venendo espulso nel match contro il Portogallo e saltando il match contro l'Angola.

## Statistiche

### Presenze e reti nei club
Aggiornate al 22 novembre 2009.
| Stagione | Squadra          | Nazione             | Divisione | Presenze | Gol |
| -------- | ---------------- | ------------------- | --------- | -------- | --- |
| 98/99    | Pas Tehran       | Iran                | 1         | 23       | 2   |
| 99/00    | Pas Tehran       | Iran                | 1         | 24       | 5   |
| 00/01    | Pas Tehran       | Iran                | 1         | 21       | 5   |
| 01/02    | Pas Tehran       | Iran                | 1         | 32       | 4   |
| 02/03    | Pas Tehran       | Iran                | 1         | 31       | 7   |
| 03/04    | Pas Tehran       | Iran                | 1         | 31       | 10  |
| 04/05    | Pas Tehran       | Iran                | 1         | 25       | 9   |
| 05/06    | Al-Wahda         | Emirati Arabi Uniti | 1         | 11       | 3   |
| 05/06    | Al-Sharjah       | Emirati Arabi Uniti | 1         | 11       | 5   |
| 06/07    | Osasuna          | Spagna              | PD        | 24       | 2   |
| 07/08    | Osasuna          | Spagna              | PD        | 2        | 0   |
| 08/09    | Osasuna          | Spagna              | PD        | 35       | 8   |
| 09/10    | Osasuna          | Spagna              | PD        | 31       | 3   |
| 10/11    | Osasuna          | Spagna              | PD        | 26       | 6   |
| 11/12    | Osasuna          | Spagna              | PD        | 31       | 5   |
| 12/13    | Esteghlal Tehran | Iran                | 1         | 27       | 5   |

### Cronologia presenze e reti in nazionale
| Cronologia completa delle presenze e delle reti in nazionale ― Iran | Cronologia completa delle presenze e delle reti in nazionale ― Iran | Cronologia completa delle presenze e delle reti in nazionale ― Iran | Cronologia completa delle presenze e delle reti in nazionale ― Iran | Cronologia completa delle presenze e delle reti in nazionale ― Iran | Cronologia completa delle presenze e delle reti in nazionale ― Iran | Cronologia completa delle presenze e delle reti in nazionale ― Iran | Cronologia completa delle presenze e delle reti in nazionale ― Iran |
| Data                                                                | Città                                                               | In casa                                                             | Risultato                                                           | Ospiti                                                              | Competizione                                                        | Reti                                                                | Note                                                                |
| ------------------------------------------------------------------- | ------------------------------------------------------------------- | ------------------------------------------------------------------- | ------------------------------------------------------------------- | ------------------------------------------------------------------- | ------------------------------------------------------------------- | ------------------------------------------------------------------- | ------------------------------------------------------------------- |
| 28-5-2000                                                           | Amman                                                               | Iran                                                                | 1 – 0                                                               | Siria                                                               | Amichevole                                                          | -                                                                   |                                                                     |
| 31-5-2000                                                           | Amman                                                               | Giordania                                                           | 0 – 1                                                               | Iran                                                                | Amichevole                                                          | -                                                                   |                                                                     |
| 2-6-2000                                                            | Amman                                                               | Siria                                                               | 0 – 1                                                               | Iran                                                                | Amichevole                                                          | -                                                                   |                                                                     |
| 7-6-2000                                                            | Teheran                                                             | Iran                                                                | 1 – 1                                                               | Egitto                                                              | Amichevole                                                          | -                                                                   |                                                                     |
| 9-6-2000                                                            | Teheran                                                             | Iran                                                                | 3 – 1                                                               | Macedonia                                                           | Amichevole                                                          | -                                                                   |                                                                     |
| 16-8-2000                                                           | Teheran                                                             | Iran                                                                | 2 – 1                                                               | Georgia                                                             | Amichevole                                                          | -                                                                   |                                                                     |
| 19-1-2001                                                           | Teheran                                                             | Iran                                                                | 4 – 0                                                               | Cina                                                                | Amichevole                                                          | -                                                                   |                                                                     |
| 26-4-2001                                                           | Il Cairo                                                            | Canada                                                              | 1 – 0                                                               | Iran                                                                | Amichevole                                                          | -                                                                   |                                                                     |
| 8-8-2001                                                            | Teheran                                                             | Iran                                                                | 5 – 2                                                               | Oman                                                                | Amichevole                                                          | -                                                                   |                                                                     |
| 15-8-2001                                                           | Bratislava                                                          | Slovacchia                                                          | 3 – 4                                                               | Iran                                                                | Amichevole                                                          | -                                                                   |                                                                     |
| 24-8-2001                                                           | Teheran                                                             | Iran                                                                | 2 – 0                                                               | Arabia Saudita                                                      | Qual. Mondiali 2002                                                 | -                                                                   |                                                                     |
| 1-9-2001                                                            | Bangkok                                                             | Thailandia                                                          | 0 – 0                                                               | Iran                                                                | Qual. Mondiali 2002                                                 | -                                                                   |                                                                     |
| 5-10-2001                                                           | Teheran                                                             | Iran                                                                | 1 – 0                                                               | Thailandia                                                          | Qual. Mondiali 2002                                                 | -                                                                   |                                                                     |
| 12-10-2001                                                          | Teheran                                                             | Iran                                                                | 2 – 1                                                               | Iraq                                                                | Qual. Mondiali 2002                                                 | -                                                                   |                                                                     |
| 21-10-2001                                                          | Manama                                                              | Bahrein                                                             | 3 – 1                                                               | Iran                                                                | Qual. Mondiali 2002                                                 | -                                                                   |                                                                     |
| 25-10-2001                                                          | Teheran                                                             | Iran                                                                | 1 – 0                                                               | Emirati Arabi Uniti                                                 | Qual. Mondiali 2002                                                 | -                                                                   |                                                                     |
| 31-10-2001                                                          | Abu Dhabi                                                           | Emirati Arabi Uniti                                                 | 0 – 3                                                               | Iran                                                                | Qual. Mondiali 2002                                                 | -                                                                   |                                                                     |
| 6-2-2002                                                            | Teheran                                                             | Iran                                                                | 2 – 3                                                               | Slovenia                                                            | Amichevole                                                          | -                                                                   |                                                                     |
| 30-5-2002                                                           | Kuwait City                                                         | Kuwait                                                              | 1 – 3                                                               | Iran                                                                | Amichevole                                                          | -                                                                   |                                                                     |
| 10-8-2002                                                           | Tabriz                                                              | Azerbaigian                                                         | 1 – 1                                                               | Iran                                                                | Amichevole                                                          | -                                                                   |                                                                     |
| 21-8-2002                                                           | Kiev                                                                | Ucraina                                                             | 0 – 1                                                               | Iran                                                                | Amichevole                                                          | -                                                                   |                                                                     |
| 30-8-2002                                                           | Damasco                                                             | Giordania                                                           | 1 – 0                                                               | Iran                                                                | Amichevole                                                          | -                                                                   |                                                                     |
| 3-9-2002                                                            | Damasco                                                             | Iran                                                                | 2 – 0                                                               | Libano                                                              | Amichevole                                                          | -                                                                   |                                                                     |
| 5-9-2002                                                            | Damasco                                                             | Iran                                                                | 0 – 0                                                               | Iraq                                                                | Amichevole                                                          | -                                                                   |                                                                     |
| 7-9-2002                                                            | Damasco                                                             | Siria                                                               | 2 – 2                                                               | Iran                                                                | Amichevole                                                          | -                                                                   |                                                                     |
| 19-9-2002                                                           | Tabriz                                                              | Iran                                                                | 1 – 1                                                               | Paraguay                                                            | Amichevole                                                          | -                                                                   |                                                                     |
| 4-2-2003                                                            | Hong Kong                                                           | Uruguay                                                             | 1 – 1                                                               | Iran                                                                | Amichevole                                                          | -                                                                   |                                                                     |
| 13-8-2003                                                           | Teheran                                                             | Iran                                                                | 0 – 1                                                               | Iraq                                                                | Amichevole                                                          | -                                                                   |                                                                     |
| 20-8-2003                                                           | Minsk                                                               | Bielorussia                                                         | 2 – 1                                                               | Iran                                                                | Amichevole                                                          | -                                                                   |                                                                     |
| 5-9-2003                                                            | Teheran                                                             | Iran                                                                | 4 – 1                                                               | Giordania                                                           | Qual. Coppa d'Asia 2004                                             | -                                                                   |                                                                     |
| 12-10-2003                                                          | Teheran                                                             | Iran                                                                | 3 – 0                                                               | Nuova Zelanda                                                       | Amichevole                                                          | -                                                                   |                                                                     |
| 27-10-2003                                                          | Pyongyang                                                           | Corea del Nord                                                      | 1 – 3                                                               | Iran                                                                | Qual. Coppa d'Asia 2004                                             | -                                                                   |                                                                     |
| 12-11-2003                                                          | Teheran                                                             | Iran                                                                | 3 – 0                                                               | Corea del Nord                                                      | Qual. Coppa d'Asia 2004                                             | -                                                                   |                                                                     |
| 19-11-2003                                                          | Beirut                                                              | Libano                                                              | 0 – 3                                                               | Iran                                                                | Qual. Coppa d'Asia 2004                                             | -                                                                   |                                                                     |
| 28-11-2003                                                          | Teheran                                                             | Iran                                                                | 1 – 0                                                               | Libano                                                              | Qual. Coppa d'Asia 2004                                             | -                                                                   |                                                                     |
| 2-12-2003                                                           | Al Kuwait                                                           | Kuwait                                                              | 3 – 1                                                               | Iran                                                                | Amichevole                                                          | -                                                                   |                                                                     |
| 18-2-2004                                                           | Teheran                                                             | Iran                                                                | 3 – 1                                                               | Qatar                                                               | Qual. Mondiali 2006                                                 | -                                                                   |                                                                     |
| 31-3-2004                                                           | Vientiane                                                           | Laos                                                                | 0 – 7                                                               | Iran                                                                | Qual. Mondiali 2006                                                 | -                                                                   |                                                                     |
| 9-6-2004                                                            | Teheran                                                             | Iran                                                                | 0 – 1                                                               | Giordania                                                           | Qual. Mondiali 2006                                                 | -                                                                   |                                                                     |
| 17-6-2004                                                           | Teheran                                                             | Iran                                                                | 4 – 0                                                               | Libano                                                              | Amichevole                                                          | 1                                                                   |                                                                     |
| 21-6-2004                                                           | Teheran                                                             | Iran                                                                | 7 – 1                                                               | Siria                                                               | Amichevole                                                          | -                                                                   |                                                                     |
| 23-6-2004                                                           | Teheran                                                             | Iran                                                                | 2 – 1                                                               | Iraq                                                                | Amichevole                                                          | 1                                                                   |                                                                     |
| 25-6-2004                                                           | Teheran                                                             | Iran                                                                | 4 – 1                                                               | Siria                                                               | Amichevole                                                          | 1                                                                   |                                                                     |
| 20-7-2004                                                           | Chongqing                                                           | Iran                                                                | 3 – 0                                                               | Thailandia                                                          | Coppa d'Asia 2004 - 1º turno                                        | 1                                                                   |                                                                     |
| 24-7-2004                                                           | Chongqing                                                           | Oman                                                                | 2 – 2                                                               | Iran                                                                | Coppa d'Asia 2004 - 1º turno                                        | -                                                                   |                                                                     |
| 28-7-2004                                                           | Chongqing                                                           | Giappone                                                            | 0 – 0                                                               | Iran                                                                | Coppa d'Asia 2004 - 1º turno                                        | -                                                                   |                                                                     |
| 31-7-2004                                                           | Jinan                                                               | Corea del Sud                                                       | 3 – 4                                                               | Iran                                                                | Coppa d'Asia 2004 - Quarti di finale                                | -                                                                   |                                                                     |
| 3-8-2004                                                            | Pechino                                                             | Cina                                                                | 1 – 1 dts (5 – 4 dtr)                                               | Iran                                                                | Coppa d'Asia 2004 - Semifinale                                      | -                                                                   |                                                                     |
| 6-8-2004                                                            | Pechino                                                             | Iran                                                                | 4 – 2                                                               | Bahrein                                                             | Coppa d'Asia 2004 - Finale 3º posto                                 | 1                                                                   |                                                                     |
| 8-9-2004                                                            | Amman                                                               | Giordania                                                           | 0 – 2                                                               | Iran                                                                | Qual. Mondiali 2006                                                 | -                                                                   |                                                                     |
| 9-10-2004                                                           | Teheran                                                             | Iran                                                                | 0 – 2                                                               | Germania                                                            | Amichevole                                                          | -                                                                   |                                                                     |
| 13-10-2004                                                          | Doha                                                                | Qatar                                                               | 2 – 3                                                               | Iran                                                                | Qual. Mondiali 2006                                                 | -                                                                   |                                                                     |
| 17-11-2004                                                          | Teheran                                                             | Iran                                                                | 7 – 0                                                               | Laos                                                                | Qual. Mondiali 2006                                                 | 2                                                                   |                                                                     |
| 18-12-2004                                                          | Teheran                                                             | Iran                                                                | 1 – 0                                                               | Costa Rica                                                          | Amichevole                                                          | -                                                                   |                                                                     |
| 2-2-2005                                                            | Teheran                                                             | Iran                                                                | 2 – 1                                                               | Bosnia ed Erzegovina                                                | Amichevole                                                          | -                                                                   |                                                                     |
| 9-2-2005                                                            | Manama                                                              | Bahrein                                                             | 0 – 0                                                               | Iran                                                                | Qual. Mondiali 2006                                                 | -                                                                   |                                                                     |
| 25-3-2005                                                           | Teheran                                                             | Iran                                                                | 2 – 1                                                               | Giappone                                                            | Qual. Mondiali 2006                                                 | -                                                                   |                                                                     |
| 30-3-2005                                                           | Pyongyang                                                           | Corea del Nord                                                      | 0 – 2                                                               | Iran                                                                | Qual. Mondiali 2006                                                 | 1                                                                   |                                                                     |
| 29-5-2005                                                           | Teheran                                                             | Iran                                                                | 2 – 1                                                               | Azerbaigian                                                         | Amichevole                                                          | 1                                                                   |                                                                     |
| 3-6-2005                                                            | Teheran                                                             | Iran                                                                | 1 – 0                                                               | Corea del Nord                                                      | Qual. Mondiali 2006                                                 | -                                                                   |                                                                     |
| 8-6-2005                                                            | Teheran                                                             | Iran                                                                | 1 – 0                                                               | Bahrein                                                             | Qual. Mondiali 2006                                                 | -                                                                   |                                                                     |
| 17-8-2005                                                           | Yokohama                                                            | Giappone                                                            | 2 – 1                                                               | Iran                                                                | Qual. Mondiali 2006                                                 | -                                                                   |                                                                     |
| 24-8-2005                                                           | Teheran                                                             | Iran                                                                | 4 – 0                                                               | Libia                                                               | Amichevole                                                          | 2                                                                   |                                                                     |
| 12-10-2005                                                          | Seul                                                                | Corea del Sud                                                       | 2 – 0                                                               | Iran                                                                | Amichevole                                                          | -                                                                   |                                                                     |
| 13-11-2005                                                          | Teheran                                                             | Iran                                                                | 2 – 0                                                               | Togo                                                                | Amichevole                                                          | -                                                                   |                                                                     |
| 22-2-2006                                                           | Teheran                                                             | Iran                                                                | 4 – 0                                                               | Taiwan                                                              | Qual. Coppa d'Asia 2007                                             | -                                                                   |                                                                     |
| 1-3-2006                                                            | Teheran                                                             | Iran                                                                | 3 – 2                                                               | Costa Rica                                                          | Amichevole                                                          | -                                                                   |                                                                     |
| 28-5-2006                                                           | Osijek                                                              | Croazia                                                             | 2 – 2                                                               | Iran                                                                | Amichevole                                                          | -                                                                   |                                                                     |
| 31-5-2006                                                           | Teheran                                                             | Iran                                                                | 5 – 2                                                               | Bosnia ed Erzegovina                                                | Amichevole                                                          | -                                                                   |                                                                     |
| 11-6-2006                                                           | Norimberga                                                          | Messico                                                             | 3 – 1                                                               | Iran                                                                | Mondiali 2006 - 1º turno                                            | -                                                                   |                                                                     |
| 17-6-2006                                                           | Francoforte sul Meno                                                | Portogallo                                                          | 2 – 0                                                               | Iran                                                                | Mondiali 2006 - 1º turno                                            | -                                                                   |                                                                     |
| 16-8-2006                                                           | Teheran                                                             | Iran                                                                | 1 – 1                                                               | Siria                                                               | Qual. Coppa d'Asia 2007                                             | 1                                                                   |                                                                     |
| 2-9-2006                                                            | Seul                                                                | Corea del Sud                                                       | 1 – 1                                                               | Iran                                                                | Qual. Coppa d'Asia 2007                                             | -                                                                   |                                                                     |
| 6-9-2006                                                            | Aleppo                                                              | Siria                                                               | 0 – 2                                                               | Iran                                                                | Qual. Coppa d'Asia 2007                                             | 1                                                                   |                                                                     |
| 11-10-2006                                                          | Taipei                                                              | Taiwan                                                              | 0 – 2                                                               | Iran                                                                | Qual. Coppa d'Asia 2007                                             | -                                                                   |                                                                     |
| 15-11-2006                                                          | Teheran                                                             | Iran                                                                | 2 – 0                                                               | Siria                                                               | Qual. Coppa d'Asia 2007                                             | -                                                                   |                                                                     |
| 7-2-2007                                                            | Teheran                                                             | Iran                                                                | 2 – 2                                                               | Bielorussia                                                         | Amichevole                                                          | -                                                                   | cap.                                                                |
| 24-3-2007                                                           | Doha                                                                | Qatar                                                               | 0 – 1                                                               | Iran                                                                | Amichevole                                                          | -                                                                   |                                                                     |
| 2-6-2007                                                            | San José                                                            | Messico                                                             | 4 – 0                                                               | Iran                                                                | Amichevole                                                          | -                                                                   |                                                                     |
| 2-7-2007                                                            | Teheran                                                             | Iran                                                                | 8 – 1                                                               | Giamaica                                                            | Amichevole                                                          | 2                                                                   |                                                                     |
| 11-7-2007                                                           | Kuala Lumpur                                                        | Iran                                                                | 2 – 1                                                               | Uzbekistan                                                          | Coppa d'Asia 2007 - 1º turno                                        | -                                                                   |                                                                     |
| 15-7-2007                                                           | Kuala Lumpur                                                        | Cina                                                                | 2 – 2                                                               | Iran                                                                | Coppa d'Asia 2007 - 1º turno                                        | 1                                                                   |                                                                     |
| 18-7-2007                                                           | Kuala Lumpur                                                        | Malaysia                                                            | 0 – 2                                                               | Iran                                                                | Coppa d'Asia 2007 - 1º turno                                        | 1                                                                   |                                                                     |
| 22-7-2007                                                           | Kuala Lumpur                                                        | Iran                                                                | 0 – 0 dts (2 – 4 dtr)                                               | Corea del Sud                                                       | Coppa d'Asia 2007 - Quarti di finale                                | -                                                                   |                                                                     |
| 25-5-2008                                                           | Teheran                                                             | Iran                                                                | 3 – 2                                                               | Zambia                                                              | Amichevole                                                          | 1                                                                   | cap.                                                                |
| 2-6-2008                                                            | Teheran                                                             | Iran                                                                | 0 – 0                                                               | Emirati Arabi Uniti                                                 | Qual. Mondiali 2010                                                 | -                                                                   | cap.                                                                |
| 7-6-2008                                                            | Abu Dhabi                                                           | Emirati Arabi Uniti                                                 | 0 – 1                                                               | Iran                                                                | Qual. Mondiali 2010                                                 | -                                                                   | cap.                                                                |
| 14-6-2008                                                           | Damasco                                                             | Siria                                                               | 0 – 2                                                               | Iran                                                                | Qual. Mondiali 2010                                                 | -                                                                   |                                                                     |
| 22-6-2008                                                           | Teheran                                                             | Iran                                                                | 2 – 0                                                               | Kuwait                                                              | Qual. Mondiali 2010                                                 | 1                                                                   | cap.                                                                |
| 6-9-2008                                                            | Riad                                                                | Arabia Saudita                                                      | 1 – 1                                                               | Iran                                                                | Qual. Mondiali 2010                                                 | 1                                                                   |                                                                     |
| 15-10-2008                                                          | Teheran                                                             | Iran                                                                | 2 – 1                                                               | Corea del Nord                                                      | Qual. Mondiali 2010                                                 | 1                                                                   |                                                                     |
| 19-11-2008                                                          | Dubai                                                               | Emirati Arabi Uniti                                                 | 1 – 1                                                               | Iran                                                                | Qual. Mondiali 2010                                                 | -                                                                   |                                                                     |
| 11-2-2009                                                           | Teheran                                                             | Iran                                                                | 1 – 1                                                               | Corea del Sud                                                       | Qual. Mondiali 2010                                                 | 1                                                                   |                                                                     |
| 28-3-2009                                                           | Teheran                                                             | Iran                                                                | 1 – 2                                                               | Arabia Saudita                                                      | Qual. Mondiali 2010                                                 | -                                                                   |                                                                     |
| 10-6-2009                                                           | Teheran                                                             | Iran                                                                | 1 – 0                                                               | Emirati Arabi Uniti                                                 | Qual. Mondiali 2010                                                 | -                                                                   |                                                                     |
| 17-6-2009                                                           | Seul                                                                | Corea del Sud                                                       | 1 – 1                                                               | Iran                                                                | Qual. Mondiali 2010                                                 | -                                                                   |                                                                     |
| 12-8-2009                                                           | Sarajevo                                                            | Bosnia ed Erzegovina                                                | 2 – 3                                                               | Iran                                                                | Amichevole                                                          | -                                                                   |                                                                     |
| 5-9-2009                                                            | Tashkent                                                            | Uzbekistan                                                          | 0 – 0                                                               | Iran                                                                | Amichevole                                                          | -                                                                   |                                                                     |
| 14-11-2009                                                          | Teheran                                                             | Iran                                                                | 1 – 0                                                               | Giordania                                                           | Amichevole                                                          | 1                                                                   | cap.                                                                |
| 18-11-2009                                                          | Teheran                                                             | Iran                                                                | 1 – 1                                                               | Macedonia                                                           | Amichevole                                                          | -                                                                   | cap.                                                                |
| 3-3-2010                                                            | Teheran                                                             | Iran                                                                | 1 – 0                                                               | Thailandia                                                          | Amichevole                                                          | 1                                                                   |                                                                     |
| 11-8-2010                                                           | Erevan                                                              | Armenia                                                             | 1 – 3                                                               | Iran                                                                | Amichevole                                                          | -                                                                   | 15’, 78’                                                            |
| 3-9-2010                                                            | Zhengzhou                                                           | Cina                                                                | 0 – 2                                                               | Iran                                                                | Amichevole                                                          | -                                                                   |                                                                     |
| 7-9-2010                                                            | Seul                                                                | Corea del Sud                                                       | 0 – 1                                                               | Iran                                                                | Amichevole                                                          | -                                                                   | cap.                                                                |
| 10-10-2010                                                          | Abu Dhabi                                                           | Iran                                                                | 0 – 3                                                               | Brasile                                                             | Amichevole                                                          | -                                                                   | cap.                                                                |
| 28-12-2010                                                          | Doha                                                                | Qatar                                                               | 1 – 1                                                               | Iran                                                                | Amichevole                                                          | -                                                                   | cap.                                                                |
| 2-1-2011                                                            | Ar Rayyan                                                           | Iran                                                                | 1 – 0                                                               | Angola                                                              | Amichevole                                                          | 1                                                                   |                                                                     |
| 11-1-2011                                                           | Ar Rayyan                                                           | Iraq                                                                | 1 – 2                                                               | Iran                                                                | Coppa d'Asia 2011 - 1º turno                                        | -                                                                   | cap.                                                                |
| 15-1-2011                                                           | Doha                                                                | Iran                                                                | 1 – 0                                                               | Corea del Nord                                                      | Coppa d'Asia 2011 - 1º turno                                        | -                                                                   | cap.                                                                |
| 22-1-2011                                                           | Doha                                                                | Iran                                                                | 0 – 1                                                               | Corea del Sud                                                       | Coppa d'Asia 2011 - Quarti di finale                                | -                                                                   | cap.                                                                |
| 2-9-2011                                                            | Teheran                                                             | Iran                                                                | 3 – 0                                                               | Indonesia                                                           | Qual. Mondiali 2014                                                 | 2                                                                   |                                                                     |
| 6-9-2011                                                            | Doha                                                                | Qatar                                                               | 1 – 1                                                               | Iran                                                                | Qual. Mondiali 2014                                                 | -                                                                   |                                                                     |
| 5-10-2011                                                           | Teheran                                                             | Iran                                                                | 7 – 0                                                               | Palestina                                                           | Amichevole                                                          | 1                                                                   | cap.                                                                |
| 11-10-2011                                                          | Teheran                                                             | Iran                                                                | 6 – 0                                                               | Bahrein                                                             | Qual. Mondiali 2014                                                 | -                                                                   |                                                                     |
| 11-11-2011                                                          | Manama                                                              | Bahrein                                                             | 1 – 1                                                               | Iran                                                                | Qual. Mondiali 2014                                                 | -                                                                   |                                                                     |
| 15-11-2011                                                          | Giacarta                                                            | Indonesia                                                           | 1 – 4                                                               | Iran                                                                | Qual. Mondiali 2014                                                 | 1                                                                   |                                                                     |
| 29-2-2012                                                           | Teheran                                                             | Iran                                                                | 2 – 2                                                               | Qatar                                                               | Qual. Mondiali 2014                                                 | -                                                                   | cap.                                                                |
| 27-5-2012                                                           | Istanbul                                                            | Albania                                                             | 1 – 0                                                               | Iran                                                                | Amichevole                                                          | -                                                                   | cap.                                                                |
| 3-6-2012                                                            | Tashkent                                                            | Uzbekistan                                                          | 0 – 1                                                               | Iran                                                                | Qual. Mondiali 2014                                                 | -                                                                   | cap.                                                                |
| 12-6-2012                                                           | Teheran                                                             | Iran                                                                | 0 – 0                                                               | Qatar                                                               | Qual. Mondiali 2014                                                 | -                                                                   | cap.                                                                |
| 15-8-2012                                                           | Tunisi                                                              | Tunisia                                                             | 2 – 2                                                               | Iran                                                                | Amichevole                                                          | -                                                                   |                                                                     |
| 5-9-2012                                                            | Amman                                                               | Iran                                                                | 0 – 0                                                               | Giordania                                                           | Amichevole                                                          | -                                                                   |                                                                     |
| 11-9-2012                                                           | Beirut                                                              | Libano                                                              | 1 – 0                                                               | Iran                                                                | Qual. Mondiali 2014                                                 | -                                                                   |                                                                     |
| 16-10-2012                                                          | Teheran                                                             | Iran                                                                | 1 – 0                                                               | Corea del Sud                                                       | Qual. Mondiali 2014                                                 | 1                                                                   | cap.                                                                |
| 14-11-2012                                                          | Teheran                                                             | Iran                                                                | 0 – 1                                                               | Uzbekistan                                                          | Qual. Mondiali 2014                                                 | -                                                                   | cap.                                                                |
| 6-2-2013                                                            | Teheran                                                             | Iran                                                                | 5 – 0                                                               | Libano                                                              | Qual. Mondiali 2014                                                 | 3                                                                   |                                                                     |
| 26-3-2013                                                           | Al Kuwait                                                           | Kuwait                                                              | 1 – 1                                                               | Iran                                                                | Qual. Mondiali 2014                                                 | -                                                                   | cap.                                                                |
| 4-6-2013                                                            | Doha                                                                | Qatar                                                               | 0 – 1                                                               | Iran                                                                | Qual. Mondiali 2014                                                 | -                                                                   | cap.                                                                |
| 11-6-2013                                                           | Teheran                                                             | Iran                                                                | 4 – 0                                                               | Libano                                                              | Qual. Mondiali 2014                                                 | 2                                                                   |                                                                     |
| 18-6-2013                                                           | Ulsan                                                               | Corea del Sud                                                       | 0 – 1                                                               | Iran                                                                | Qual. Mondiali 2014                                                 | -                                                                   |                                                                     |
| 15-10-2013                                                          | Teheran                                                             | Iran                                                                | 2 – 1                                                               | Thailandia                                                          | Qual. Coppa d'Asia 2015                                             | -                                                                   | cap.                                                                |
| 15-11-2013                                                          | Bangkok                                                             | Thailandia                                                          | 0 – 3                                                               | Iran                                                                | Qual. Coppa d'Asia 2015                                             | -                                                                   | cap.                                                                |
| 19-11-2013                                                          | Beirut                                                              | Libano                                                              | 1 – 4                                                               | Iran                                                                | Qual. Coppa d'Asia 2015                                             | 1                                                                   | cap.                                                                |
| 5-3-2014                                                            | Teheran                                                             | Iran                                                                | 1 – 2                                                               | Guinea                                                              | Amichevole                                                          | -                                                                   |                                                                     |
| 18-5-2014                                                           | Minsk                                                               | Bielorussia                                                         | 0 – 0                                                               | Iran                                                                | Amichevole                                                          | -                                                                   |                                                                     |
| 26-5-2014                                                           | Podgorica                                                           | Montenegro                                                          | 0 – 0                                                               | Iran                                                                | Amichevole                                                          | -                                                                   | cap.                                                                |
| 30-5-2014                                                           | Conakry                                                             | Angola                                                              | 1 – 1                                                               | Iran                                                                | Amichevole                                                          | -                                                                   | cap.                                                                |
| 8-6-2014                                                            | San Paolo                                                           | Iran                                                                | 2 – 0                                                               | Trinidad e Tobago                                                   | Amichevole                                                          | -                                                                   | cap.                                                                |
| 16-6-2014                                                           | Curitiba                                                            | Iran                                                                | 0 – 0                                                               | Nigeria                                                             | Mondiali 2014 - 1º turno                                            | -                                                                   | cap.                                                                |
| 21-6-2014                                                           | Belo Horizonte                                                      | Argentina                                                           | 1 – 0                                                               | Iran                                                                | Mondiali 2014 - 1º turno                                            | -                                                                   | cap.                                                                |
| 25-6-2014                                                           | Salvador                                                            | Bosnia ed Erzegovina                                                | 3 – 1                                                               | Iran                                                                | Mondiali 2014 - 1º turno                                            | -                                                                   | cap.                                                                |
| 18-11-2014                                                          | Teheran                                                             | Iran                                                                | 1 – 0                                                               | Corea del Sud                                                       | Amichevole                                                          | -                                                                   |                                                                     |
| 4-1-2015                                                            | Teheran                                                             | Iran                                                                | 1 – 0                                                               | Iraq                                                                | Amichevole                                                          | -                                                                   |                                                                     |
| 11-1-2015                                                           | Melbourne                                                           | Iran                                                                | 2 – 0                                                               | Bahrein                                                             | Coppa d'Asia 2015 - 1º turno                                        | -                                                                   | cap.                                                                |
| 15-1-2015                                                           | Sydney                                                              | Qatar                                                               | 0 – 1                                                               | Iran                                                                | Coppa d'Asia 2015 - 1º turno                                        | -                                                                   | cap.                                                                |
| 19-1-2015                                                           | Brisbane                                                            | Iran                                                                | 1 – 0                                                               | Emirati Arabi Uniti                                                 | Coppa d'Asia 2015 - 1º turno                                        | -                                                                   | cap.                                                                |
| 23-1-2015                                                           | Canberra                                                            | Iran                                                                | 3 – 3 dts (6 – 7 dtr)                                               | Iraq                                                                | Coppa d'Asia 2015 - Quarti di finale                                | -                                                                   | cap.                                                                |
| 26-3-2015                                                           | Santiago del Cile                                                   | Cile                                                                | 0 – 2                                                               | Iran                                                                | Amichevole                                                          | 1                                                                   | cap.                                                                |
| 31-3-2015                                                           | Stoccolma                                                           | Svezia                                                              | 3 – 1                                                               | Iran                                                                | Amichevole                                                          | 1                                                                   | cap.                                                                |
| Totale                                                              |                                                                     | Presenze (1º posto)                                                 | 149                                                                 |                                                                     | Reti (4º posto)                                                     | 38                                                                  |                                                                     |

## Palmarès

### Club
- Iran Pro League: 2

PAS Teheran: 2003-2004
Esteghlal: 2012-2013
- Coppa dell'Emiro del Kuwait: 1

Kuwait FC: 2013-2014

### Nazionale
- Giochi asiatici: 1

2002
- AFC/OFC Cup Challenge: 1

2003

### Individuale
- Calciatore iraniano dell'anno
- Giocatore dell'anno (Osasuna, 2006-2007)
- Centrocampista dell'anno (Osasuna, 2006-2007)